# Ženy (kniha)
Ženy (anglicky Women) je třetí román amerického spisovatele Charlese Bukowského vydaný v roce 1978.
Prostřednictvím své literární postavy Chinaskiho popisuje v románu touhu stárnoucího spisovatele po blízkosti a intimitě, která mu vždy scházela. Jako samotář se spíše řídí svými egoistickými potřebami a pudem, přičemž to pravé naplnění mu stále uniká. Nedokáže proniknout do uvažování ženy a tak se často uchyluje ke své masce cynika, která mu pomáhá přestát obtížné situace.
Děj je velmi šablonovitý: Objeví se jedna žena, stráví s Chinaskim určitý čas, zmizí a vzápětí klepou na dveře další.
Pracovní název knihy zněl Milostný příběh hyeny a příběh je volně inspirován dílem Giovanni Boccaccia Dekameron.
Jedna z postav zmíněných v knize (Lýdie Vanceová) představuje Lindu Kingovou, sochařku a příležitostnou básnířku. Linda vytvořila Bukowskimu bustu, tato scénka se v objevuje nejen v samotném románu, ale i v některých dalších povídkách.

Další postavou, která stojí za zmínku je Tanya na konci příběhu. Tato fanynka napsala později knihu o setkání se svým idolem s názvem Blowing My Hero pod pseudonymem Amber O´Neil. Nicméně kniha nebyla legální, neboť obsahovala i korespondenci. Práva na veškerou písemnou korespondenci vlastní Bukowského vydavatelství Black Sparrow Press.
Na konci příběhu se objevuje postava Sáry, jedná se o literární ztvárnění Lindy Lee Beighle, s níž se Charles Bukowski podruhé oženil (jeho první manželkou byla Barbara Frye z Texasu, vydavatelka časopisu Harlequin).
Autorem kresby tančící dívky na obálce knihy je sám Charles Bukowski.
Česky knihu vydalo nakladatelství Pragma v roce 1995. V roce 2013 knihu vydalo i nakladatelství Argo pod názvem Ženský.

## Námět
Stárnoucí spisovatel Henry Chinaski po čtyřletém půstu roztáčí kolotoč milostných dobrodružství a snaží se dohnat, co se dá. Během svých avantýr ztratí několik žen, které by byly ideální pro společné soužití, což si hořce uvědomuje stejně jako fakt, že se honí jen za iluzí…

## Obsah
Spisovateli Henrymu Chinaskimu je 50 let a už 4 roky neměl ženskou. To je dost dlouhá doba. Při jisté příležitosti se seznámí s Lýdií Vanceovou, začnou spolu žít. Lýdie je velmi svérázná žena, kromě toho, že má enormní sexuální apetit, je velmi vznětlivá. Chinaski se do ní zamiluje a píše pro ni milostné básně. Společně chodí na večírky, věčně se hádají, rozcházejí a usmiřují.

Jednoho dne se Lýdie odstěhuje a na stole zanechá vzkaz, že je to natrvalo. A také kalhotky, aby se do nich Chinaski mohl udělat, až na ni bude myslet. Chinaski nad tím opravdu chvilku uvažuje, ale nakonec je zahodí na zem a vytočí číslo své známé, Dee Dee Bronsonové.
Dee Dee je čtyřicetiletá přitažlivá Židovka, která se pohybuje v showbyznysu a zná hodně lidí. Také si prošla svým a tak dokáže Hanka rozptýlit. Stráví s ním noc, vezme ho do restaurace a do baru. Chinaski se k ní nastěhuje. Jezdí spolu na pikniky k přátelům, na koncerty, do kina…
Po týdenním výletu stráveném na Catalině se ozve Lýdie. Chce, aby se k ní Hank vrátil. Udělá to. Pokusí se to Dee Dee vysvětlit, ale jisté věci vysvětlit nelze.

Chinaskimu už nějakou dobu píše obdivovatelka Nicole. Je z něj teď velký milovník a tak se rozhodne ji navštívit. Záhy ji vystopuje Lýdie, napadne ji a odveze si milovníka s sebou.
Další v řadě je Mindy z New Yorku. Tráví čas s Chinaskim u něj v bytě, dokud ji Lýdie zase nevyžene.
Lýdie bere Chinaskiho do Mulesheadu v Utahu, odkud pochází. Spolu s nepřitažlivou sestrou Glendoline tady pořádají piknik. Chinaski se během sesterského hovoru nudí a tak se zvedne a jde se projít. Kochá se panenskou přírodou, dokud se neztratí. Uvědomí si, že je jen zakrnělý městský povaleč. Dostane strach a slibuje si, že se polepší a bude tolerantnější.
Po návratu domů dostane pozvánku na čtení poezie do Houstonu. Tady ho zaujme smyslná mladá dívka, která mu připomíná Katherine Hepburnovou. Jmenuje se Laura a Hankovi není jasné, proč taková neobyčejná holka jde s ním – starým ožralou – do postele. Chinaski ji pozve k sobě do Los Angeles.
Než přiletí, stihne mezitím ještě flirt s Joannou Doversovou, která mimochodem Lauru zná.
Chinaski čeká Lauru na letišti a je to vůbec poprvé, co začne přemýšlet o svatbě. Laura je neodolatelná a Chinaski je více než okouzlen. Na dostizích, kam ji vezme, však pozná, že ji ztratil. Odradil ji svým způsobem života, něčím, co nedokáže změnit. Je opět ztracen.
Zanedlouho navštíví spisovatele v jeho doupěti dvě příznivkyně drog – Arlene a Tammie. 23letá rusovláska Tammie se začne s Chinaskim stýkat častěji
Volá Lýdie, že je těhotná a neví, s kým to má. Vysvětluje Hankovi, že bude muset počkat, až se dítě narodí a pak se uvidí, na koho je podobné. Chinaski jí popřeje hodně štěstí a zmíní se jí o svém novém objevu. To Lýdii rozzuří a zdemoluje mu byt.
Henry jde s Tammie k přátelům. Tammie je nadopovaná, nedokáže se ovládat a vyjíždí po chlapech. Chinaski se sebere a jde pryč. Sedne do letadla a letí za Joannou Doversovou do Galvestonu v Texasu. Joanna dělá do umění. Když se viděli poprvé, koupila od Hanka dva obrázky za sto dolarů. Ráno si spolu vezmou mezkalin, Chinaski se chopí štětce a maluje. Na prvním výtvoru je akt sebevraždy, muž se oběsil v podkroví. Druhá malba je více surrealistická, obrovský zelený vlk obtahuje mladou dívku se zrzavou hřívou za hořící noci…
Po pěti dnech a pěti nocích strávených laškováním v Galvestonu se utahaný Chinaski vrací do Los Angeles.
Další čtení – tentokrát v New Yorku a Hank sebou bere i Tammie, ta se sjede na barbiturátech. Chinaski si po čtení vzpomene na její slib, že mu podrží a tak na ni vleze a užije si to. V Los Angeles mu majitel nočního klubu Marty nabídne za večerní recitování 450 dolarů. Vykládá mu o svých trablech s šílenou přítelkyní. Chinaski sebou opět bere Tammie, která ho originálním způsobem uvede na pódium. Teď je sám na koridě, sám se svým býkem, se svým publikem, ve svém živlu.
Následuje krátká epizoda s Mercedes. Poté ho Tammie opustí a Chinaski týden v kuse chlastá. Je pozván na čtení do Illinois, kde jej vyzvedne schopný, ale málo známý básník Bill Keesing, s nímž Hank udržuje poštovní korespondenci. Billovi bývá často špatně. Bill má před rozvodem se svou manželkou Cecilií. Chinaski to jednou zkusí i na ni.
Zanedlouho po Chinaskiho odletu jej Cecílie informuje, že Bill zemřel. Měsíc nato je požádán redaktorem Dwightem o napsání předmluvy k výboru básní zesnulého Billa Keesinga. Cecílie má přiletět z Illinois.
Společně s přáteli Bobbym a Valérií stráví pár dní u moře. Chinaski Cecílii nedostal, znechutil ji svým pitím.
Pak se ve spisovatelově životě objeví Líza Westonová. Než se vzájemně odcizí, stráví spolu několik měsíců.
Navštíví ho dvě dívčiny z Německa, Hilda a Gertruda. Obě s ním dokáží držet krok v pití. Poté se objeví v ložnicích Cassie, Debory a Sáry, přičemž si postelové hrátky zpestří heroinem a marihuanou.
Na čtení poezie ve Vancouveru se mu nabízí další ženské. Vybere si Iris Duartovou, napůl Indiánku.
Den díkůvzdání s ním chce trávit Iris i Debora. Chinaski nedokáže odmítnout ani jednu a tehdy pozná, že si až příliš zahrává s city druhých. Má výčitky svědomí. Rozhodne se pro Iris.
Silvestr tráví se Sárou, podaří se mu ji naštvat nemístnými poznámkami. Krátce po svátcích za ním přiletí mladičká čtenářka jeho knih Tanya, která vypadá na osmnáct. Starý chlípník se těší, až s ní skočí do postele a je překvapen, když iniciativu přebírá Tanya.
Chinaski telefonuje Sáře a řekne jí o Tanye. Raní ji to, neboť k němu něco cítí, ale dokáže mu odpustit.
Příběh končí v momentě, kdy Chinaski dokáže odmítnout další ženu, která se s ním chce setkat.